# 国際連合スーダン派遣団
国際連合スーダン派遣団（こくさいれんごうスーダンはけんだん、United Nations Mission in Sudan：UNMIS）は、北部スーダンに展開していた国際連合平和維持活動（PKO）のひとつ。2011年7月に南スーダン共和国が成立したことに伴い、同年9月をもって解消された。
2005年3月24日に採択された国際連合安全保障理事会決議1590に基づき北部スーダン政府とスーダン人民解放軍のナイバシャ合意の停戦監視及びアフリカ連合ダルフール派遣団 (AMIS) との協力を任務としていた。本部はスーダンの首都ハルツーム、責任者は国連事務総長特別代表のアシュラフ・カジ。日本からは中央即応集団所属の陸上自衛官2名（3等陸佐及び1等陸尉各1名）が6ヶ月交替で派遣を行っていた。

## 日本政府の対応
- 2008年
  - 6月30日：福田康夫首相が首相官邸で国連の潘基文事務総長と会談、UNMIS司令部へ自衛官を派遣する方針を伝達
  - 7月1日：石破茂防衛大臣から統合幕僚監部及び3自衛隊に対しUNMIS派遣準備に関する大臣指示が発出される。
  - 7月27日～8月5日：UNMIS司令部に調査団11名を派遣。内訳は防衛省8名、外務省2名、内閣府平和協力本部事務局1名。
  - 10月3日：閣議に基づきUNMIS司令部に自衛官2名を派遣することを決定。期間は2008年10月8日から2009年（平成21年）6月30日まで。

- 2009年
  - 4月14日：第2次司令部要員として2名が日本を出国。[1]
  - 6月22日：閣議決定に基づき派遣期間を2010年（平成22年）6月30日まで延長。
  - 9月18日：民主党へ政権交代。スーダン国内への自衛隊の部隊派遣が検討されはじめる。
  - 10月13日：第3次司令部要員として2名が日本を出国。[2]

- 2010年
  - 4月19日：第4次司令部要員として2名が日本を出国。[3]
  - 5月8日：陸上自衛隊のヘリコプター部隊の派遣が可能か検討するため、内閣府と外務、防衛両省の職員による調査団を派遣
  - 6月18日：調査の結果、陸自ヘリ部隊の派遣は困難との判断[4]
  - 6月22日：閣議決定により、自衛官の派遣を来年6月末まで1年間延長(2011年6月30日まで)
  - 11月6日：第5次司令部要員が日本を出国。

- 2011年
  - 4月19日：第6次司令部要員2名が出国[5]。
  - 6月24日：派遣期間を2011年9月30日まで3ヶ月間延長することを閣議決定
  - 7月8日：国際連合安全保障理事会が南スーダンPKOの派遣を全会一致で採択[6]
  - 7月9日：南スーダン共和国が成立
  - 7月11日：UNMISの活動終了に関する国連安保理決議1997が全会一致で採択
  - 9月30日：派遣自衛官の任務終了